# Dr. Jablonkay István Helytörténeti Gyűjtemény
A Dr. Jablonkay István Helytörténeti Gyűjtemény a Pest vármegyei Solymár nagyközség helytörténeti gyűjteménye és bemutatóhelye, amely 1972 óta működik a jelenlegi helyén, a település főterén. Alapítója dr. Jablonkay István tanár és helytörténeti kutató volt, 2000-ben bekövetkezett halála után vezetését lánya, Jablonkay Mária vette át. 2003-ban, az épület akkori felújítását követően az intézmény az alapító nevét vette fel.
2011-12-ben újabb nagyszabású felújítása zajlott, azt követően a települési önkormányzat szervezetileg az Apáczai Csere János Művelődési Ház és Könyvtár tagintézményévé szervezte át. 2018-19 során a tetőzetét újították fel, illetve 2019 tavaszától új tagintézmény-vezetőt kapott dr. Tóth Piroska személyében.

## Története
Solymár községben komolyabb helytörténeti kutatások az 1960-as évek előtt nem történtek, 1966-ra azonban nagy rendezvénysorozatot szervezett a település akkori vezetése, miután helyi kutatók arra a megállapításra jutottak, hogy a község legrégebbi okleveles említése 1266-ból való, ezért ünnepséget szerveztek ennek apropóján, Solymár fennállásának 700. évfordulója alkalmából.
Az ünnepi rendezvények után felmerült annak jogos igénye, hogy az összegyűlt helytörténeti anyag számára jó lenne állandó bemutatóhelyet találni, hogy a későbbiekben folyamatosan bemutatható, látogatható legyen.Erre a községnek akkor nem volt saját épülete, de több év egyeztetést követően a helyi tanács és a Pilisvölgye Mezőgazdasági Termelőszövetkezet megállapodott abban, hogy a szövetkezet átadja múzeumi célokra a tulajdonában lévő, majdnem romos állagú, Templom tér 2. számú régi (még a 19. században épült parasztházat, a község pedig elvégzi annak felújítását. Az így megszervezett helytörténeti gyűjtemény vezetésével az akkor már több mint egy éve létező Helytörténeti Társaság vezetőjét, dr. Jablonkay Istvánt bízta meg a községi tanács.
A helytörténeti gyűjtemény avatására 1972. augusztus 19-én került sor, a létesítmény a Pilisvölgye Mgtsz. neve után a Pilisvölgye Helytörténeti Gyűjtemény nevet vette fel. Az első években a gyűjteménynek csak három terme volt látogatható, az épület három utcafronti helyiségében.
Az 1970-80-as években egyébként nem ez volt a település egyetlen helytörténeti gyűjteménye: Valkó Arisztid régész önálló helytörténeti gyűjteményt is létesített saját lakásában, a Vasút u. 2. alatti kúriaszerű műemlék épületben, amely a tulajdonos 1988-ban bekövetkezett haláláig volt látogatható; halála után az ottani anyag túlnyomó része a Templom téri "hivatalos" gyűjteményhez került át.

## Kiállítások

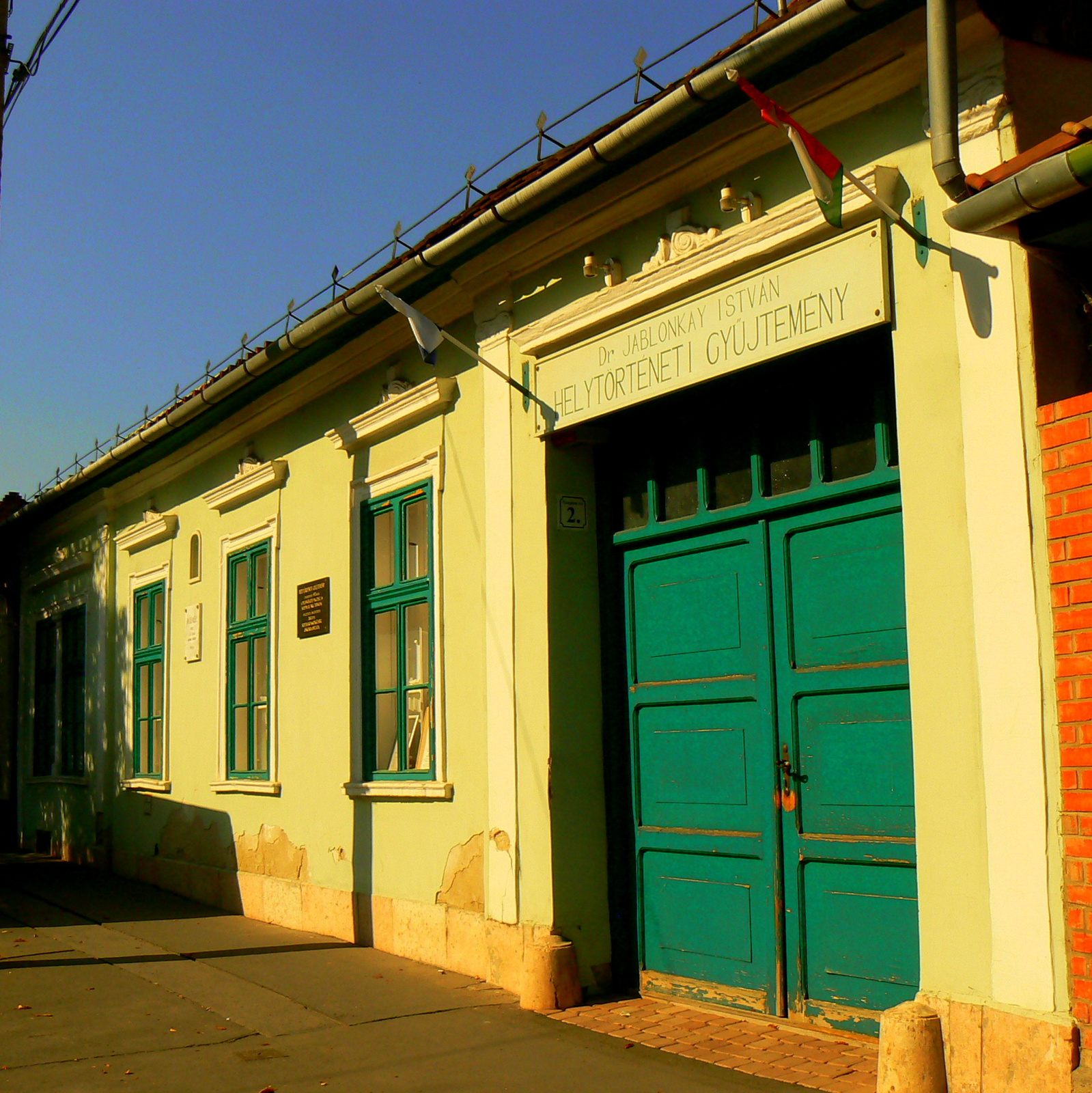
A Helytörténeti Gyűjtemény épülete a 2011-es felújítások előtt

A gyűjteményben jelenleg négy terem látogatható, melyekben négy állandó kiállítás tekinthető meg. Az egykori kocsibehajtóban emellett néhány különálló tárló helyezkedik el, amelyekben jellemzően a gyűjtemény kollekciójának legfrissebb érdekességeit, vagy az időszakos kiállítások legizgalmasabb néhány tárgyát, dokumentumát helyezik el; az udvaron régi solymári sírkövek gyűjteménye, az épület mögötti színben hajdani mezőgazdasági eszközök gyűjteménye, a négy kisebb-nagyobb helyiségből álló pincében pedig kőtár látható. Ugyancsak a pincében nyernek elhelyezést a gyűjtemény általában 2-3 havonta megrendezett időszakos kiállításai is.

### Állandó kiállítások

#### Az első terem - "Pidzsák borbélyműhelye
A Solymáron csak Pidzsák-ként ismert Milbich János 1942-ben született a borbélyként dolgozó Milbich Mátyás fiaként. Édesapjától örökölt műhelye szinte kultikus helynek számított, ahol a helyi lakosok - elsősorban persze a férfiak - gyakran megfordultak. János bácsi egészen 2014-ig fogadta műhelyében a kuncsaftokat. Kívánságára kerültek az általa gondosan megőrzött, 20. század közepi borbélyeszközök, valamint a berendezés a múzeumunkban kiállításra.

#### A második terem
A második terem a pincét leszámítva a gyűjtemény legnagyobb alapterületű fedett bemutatótere. Itt kerülnek bemutatásra a gyűjteményben őrzött azon emlékek, amelyek a majdnem homogén összetételű, 18.-19. századi solymári sváb közösség életét, mindennapjait és ünnepeit mutatják be. Az itteni látnivalók között említést érdemel egy festmény, amely eredetileg fogadalmi képként készült a solymári kegytemplom számára és egy 1848-ban bekövetkezett halálesetnek állít emléket; valamint egy korabeli solymári parasztház miniatűr makettje, amit 1987 tavaszán ajánlott fel a gyűjteménynek megőrzésre az azt készítő, 1946-ban kitelepített kovácsmester, Scholl János családja.

#### A harmadik terem - Szatócsbolt
Az épület harmadik, még utcafronti – az utcai oldalon nézve legnyugatabbi – helyiségében egy régi solymári vegyeskereskedés berendezése látható, majdnem eredeti formában. A bútorok és egyéb kellékek Vermes (Wenczel) Lőrinc egykori szatócsboltjában (Hősök u. 24.) álltak, az üzlet megszüntetése után kerültek a Magyar Vendéglátóipari Múzeumhoz, majd a múzeum szívessége folytán ide, a solymári gyűjteménybe.

#### A negyedik terem - Szecessziós patika
A gyűjtemény negyedik, udvari termében a hajdani solymári gyógyszertár berendezését állították ki, szintén gyakorlatilag eredeti formájában. Ez a kiállítás a gyógyszertár 1986-ban lefolytatott, új épületbe való költöztetését és új berendezéssel történő felszerelését követően, 1987. október 11-én nyílt meg.

#### Az udvar
A múzeum udvara több érdekességet is rejt, ezek között említhető egy kútkávának átfaragott római kori szarkofág, néhány szép, régi sírkő a községi temető már megszüntetett, 19. századi részéről, valamint egy hajdani forrásszobor talapzata a medencével, amely eredetileg a Templom tér nyugati részén állt és a Törökkút-forrás vize volt belevezetve (sajnos a hozzá tartozó, visszaemlékezések szerint Jézus Krisztust ábrázoló szoboralak a forrásszobor 1908 környékén történt elbontása után elkallódott). Az udvar északnyugati sarkában lévő színben jelentős számú régi mezőgazdasági eszköz kapott helyet.

#### A pince - Solymár régészeti múltja
Solymár az őskor óta lakott hely. A bronz-, római és avar-kori ásatások bemutatott leletanyagát a kiállítás látványrajzok és grafikák segítségével teszi élővé. A legkorábbi írott emlék községünkről egy 1266-ban kiadott oklevél, ami Solomár néven említi a települést. A török hódoltságig magyarlakta Solymár várát Lackfy István nádor építtette 1360 után. Tulajdonosai később királyok, királynék, főméltóságok voltak. A vár ásatásakor előkerült leletek a középkorban itt élők mindennapjairól. A Solymár területén előkerült, nagyobb méretű, túlnyomórészt római eredetű kőemlékek jelentős hányada 1989-ig Valkó Arisztid magángyűjteményének részét képezte.

## Megközelítése
A helytörténeti gyűjtemény Solymár központjában, a Templom tér 2. szám alatt található, amely mindössze néhány lépésnyire van a BKV 64A jelzésű buszjáratának Solymár, Templom tér nevű külső végállomásától. Megáll a téren a 64-es és a 164-es busz is, a Solymárt érintő egyéb tömegközlekedési járatoktól pedig hosszabb-rövidebb sétával érhető el a gyűjtemény.

## Képgaléria

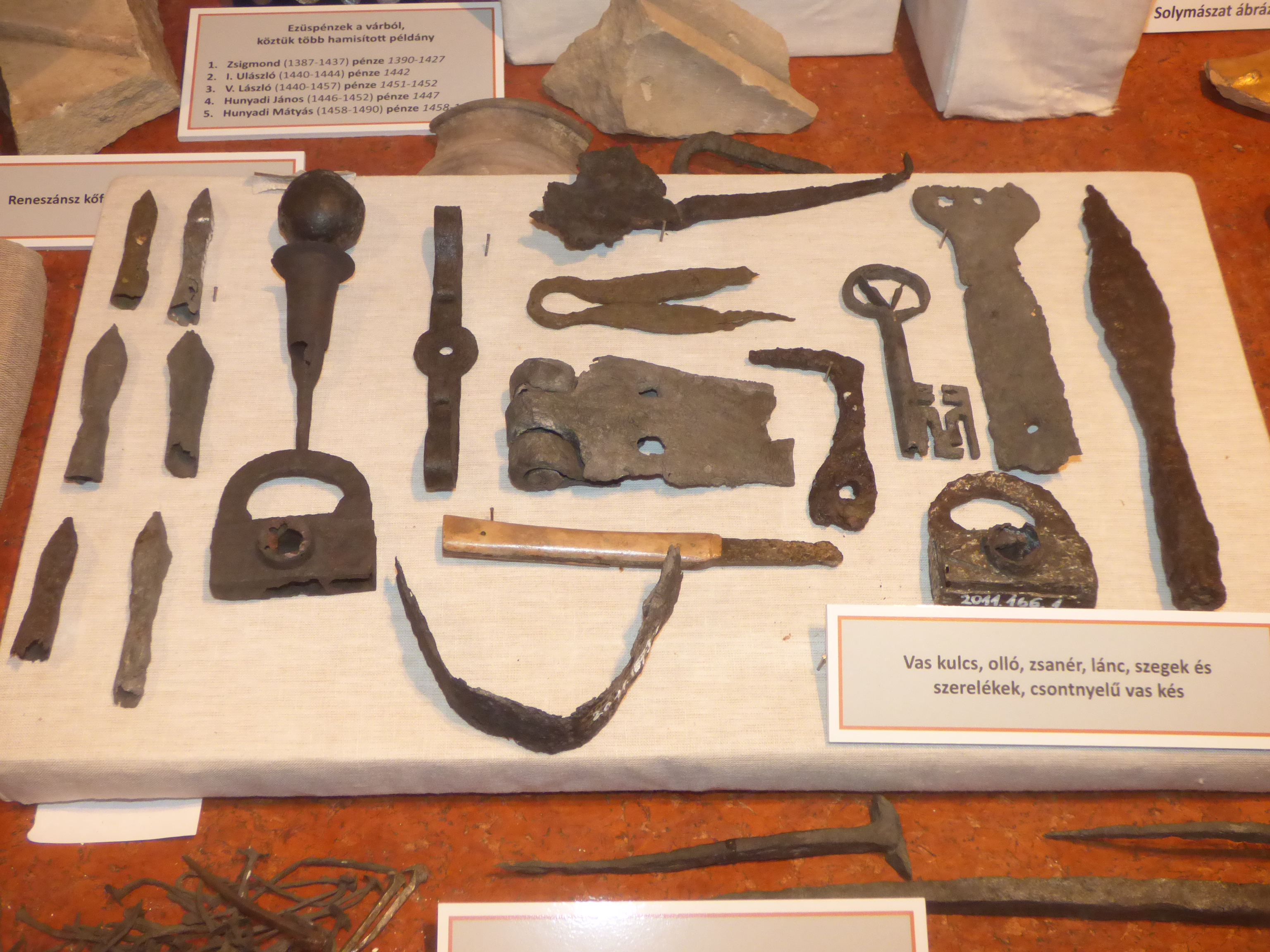
Fémleletek a gyűjtemény állandó kiállításán
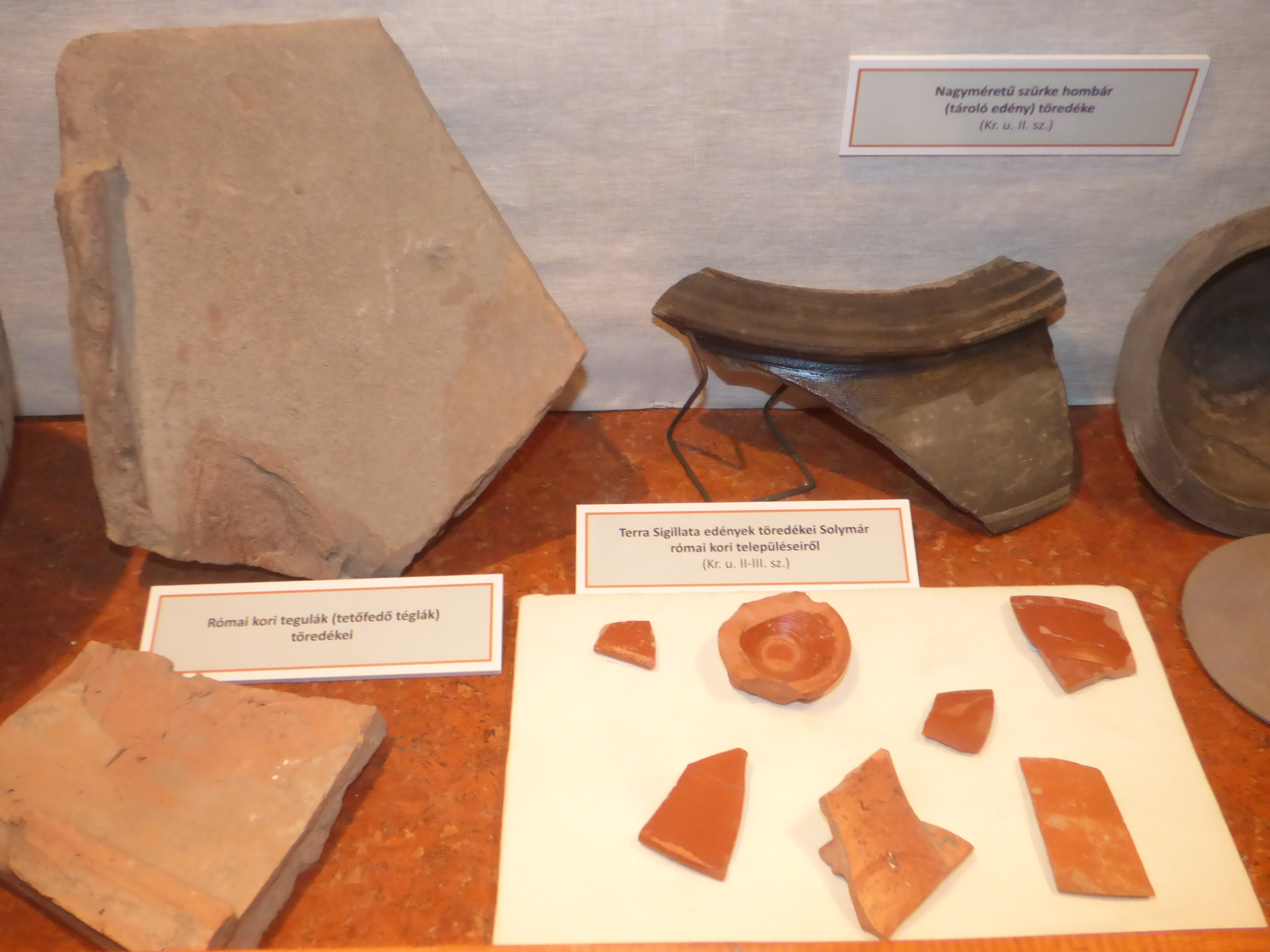
Kerámialeletek a gyűjtemény állandó kiállításán
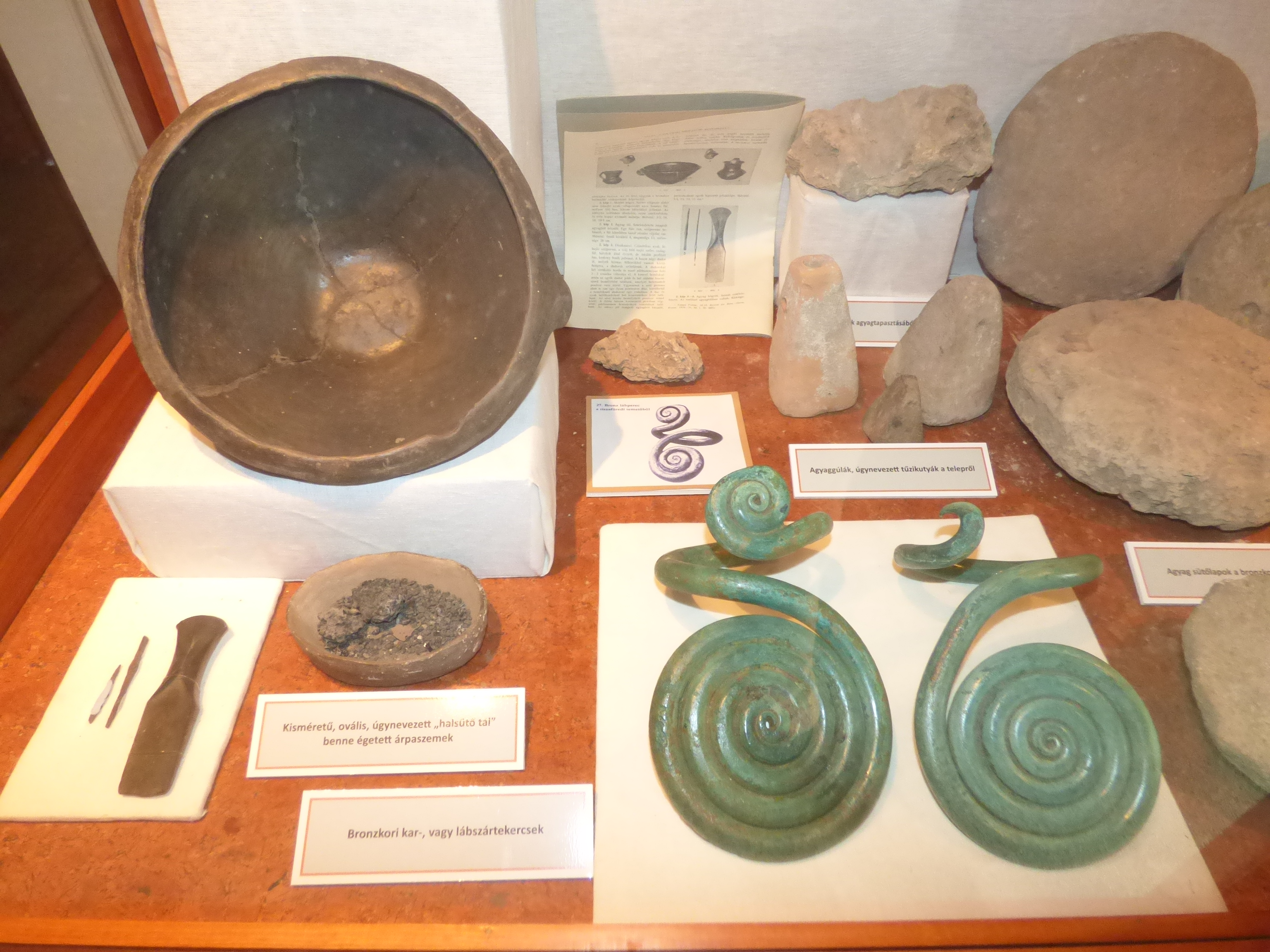
Középkori leletek a gyűjtemény állandó kiállításán
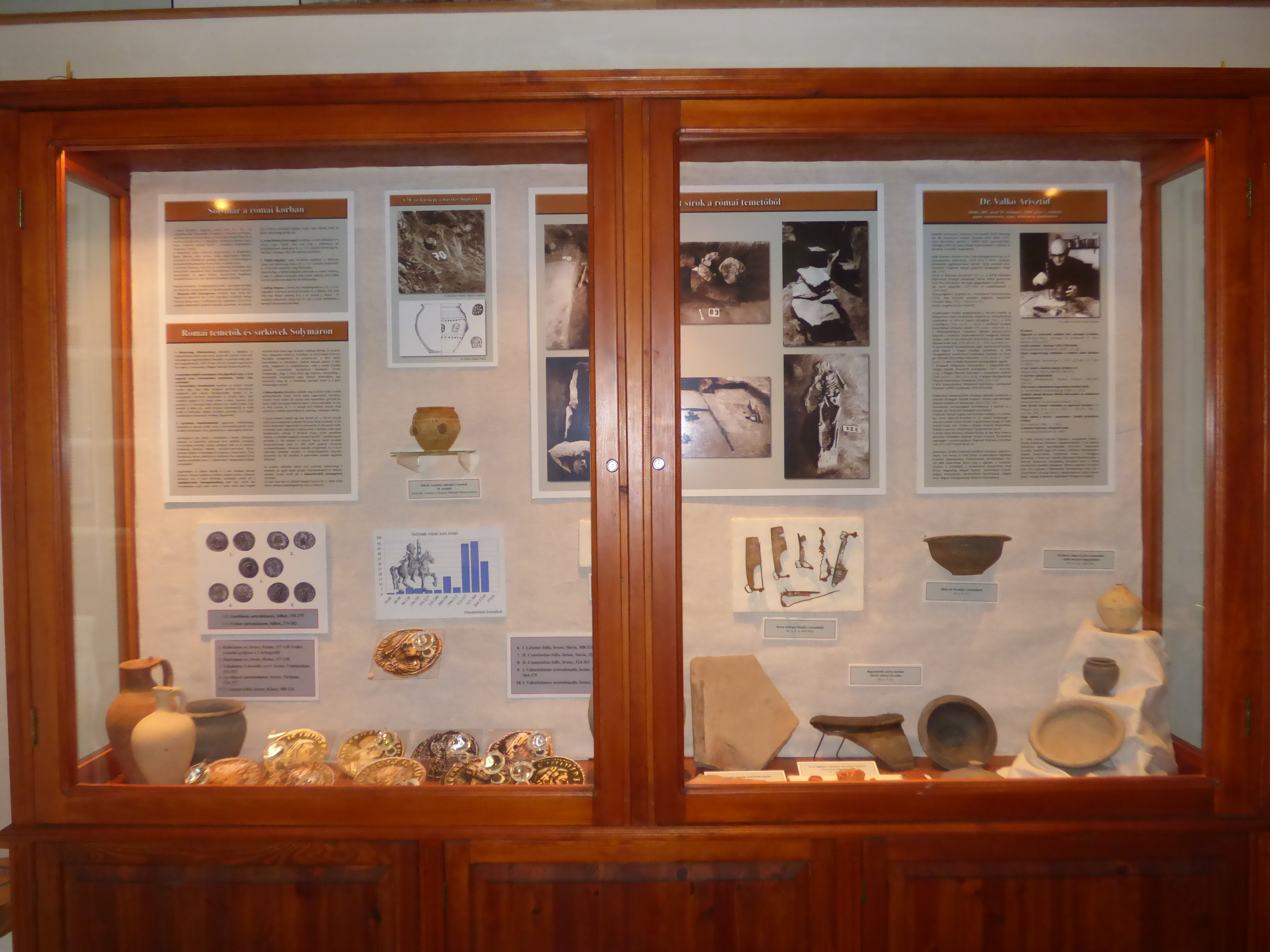
A gyűjtemény egyik tárlója
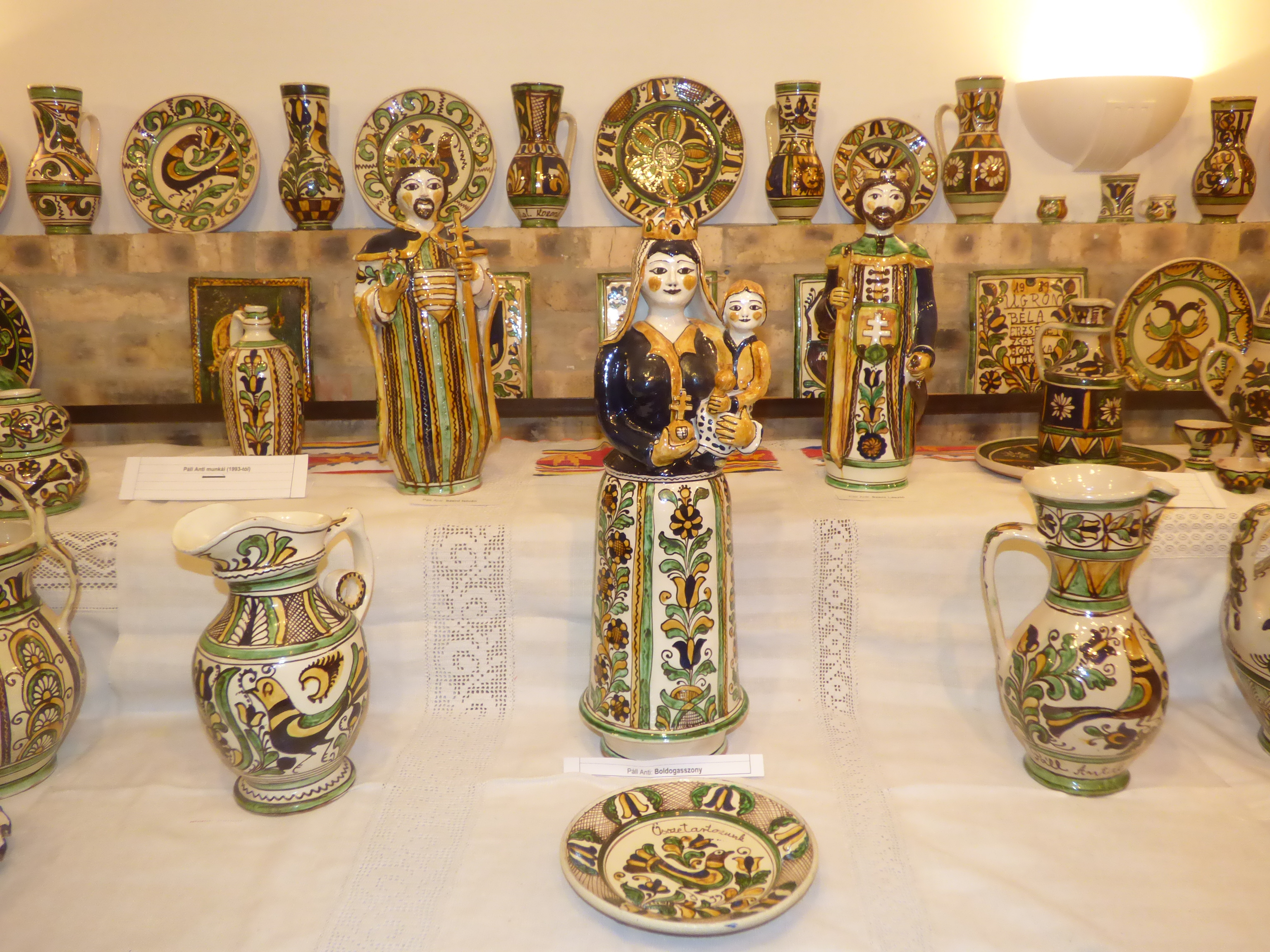
Időszakos kiállítás Páll Antal korondi fazekasmester műveiből (2018)